# Cioroiași
Cioroiaşi é uma comuna romena localizada no distrito de Dolj, na região de Oltênia. A comuna possui uma área de 48.14 km² e sua população era de 1757 habitantes segundo o censo de 2007.